# Референдумы в Лихтенштейне (1975)
Референдумы 1975 год в Лихтенштейне проходили 2 марта и 30 ноябряа. Мартовские референдумы касались налогового законодательства. Референдум по повышению налогов на капитал, подоходный налог, налогов на дивиденды и на автомобили был отклонён 56,8 % голосов. Второй референдум был по снижению доли перераспределения налогов в местные органы власти. Ранее увеличение перераспределения в пользу муниципалитетов было одобрено на референдуме 1970 года. Предложение было отклонено 58,4 % голосов. Конституционный референдум в ноябре касался выборов и состава Ландтага и был отклонён 50,3 % голосов (большинством всего в 22 голоса).

## Контекст

### Повышение налогов
Референдум касался увеличения налогов на имущество, доходы, дивиденды и транспортные средства. Это был факультативный референдум парламентского происхождения: ввиду дефицита бюджета страны Ландтаг решил представить на всенародное голосование законопроект, поддержанный парламентом 18 декабря 1974 года в рамках Статьи № 66 Конституции.

### Перераспределение налогов в местные органы власти
Референдум о внесении изменений в Налоговый кодекс с целью сокращения перераспределённой части в коммуны.
В 1970 году одобрение референдума по народной инициативе привело к утроению налогов, перераспределяемых муниципалитетам. Учитывая дефицит страны, правительство стремилось сократить эту долю путём внесения поправок в разделы № 127 и 128 Налогового кодекса. Это был факультативный референдум парламентского происхождения: Ландтаг решил представить законопроект, поддержанный парламентом 18 декабря 1975 года, на всенародное голосование в рамках Статьи № 66 Конституции.

### Избирательная система
Референдум по конституционной поправке, которая изменяла избирательную систему, используемую в парламентских выборах, и вводила пропорциональную мажоритарную систему.
Это была народная инициатива, инициированная Партией прогрессивных граждан, которая собрала необходимые для конституционного референдума 900 подписей. Прогрессивная гражданская партия потеряла в 1970 году на парламентских выборах большинство мест в Ландтаге, которое позволяло ей возглавлять коалицию с Патриотическим союзом, начатую 1931 годом ранее во время «тихих» выборов 1939 года.
В проекте конституционной поправки предусматривалось, что 15 депутатов Ландтага избираются по системе относительного большинства в одном туре в 15 избирательных округах, соблюдая соотношение 60:40 между количеством мест, выделяемых для Оберланда (Верхний Лихтенштейн) и Унтерланда (Нижний Лихтенштейн): 9 мест для Верхнего Лихтенштейна и 6 — для Нижнего Лихтенштейна. Достигнув установленного порога в 900 зарегистрированных подписей, конституционная инициатива была направлена в Ландтаг 5 июля 1975 года в рамках Статьи № 64.2 Конституции. Парламент отклонил её большинством 8:7. В результате вопрос был вынесен на всеобщее голосование.

## Результаты

### Повышение налогов
| Выбор                               | Голоса | %     |
| ----------------------------------- | ------ | ----- |
| За                                  | 1565   | 43,2  |
| Против                              | 2060   | 56,8  |
| Недействительных/пустых бюллетеней  | 130    | -     |
| Всего                               | 3755   | 100   |
| Зарегистрированных избирателей/Явка | 4650   | 80,75 |
| Источник: Démocratie Directe        |        |       |

### Перераспределение налогов в местные органы власти
| Выбор                               | Голоса | %     |
| ----------------------------------- | ------ | ----- |
| За                                  | 1565   | 41,56 |
| Против                              | 2060   | 58,44 |
| Недействительных/пустых бюллетеней  | 129    | -     |
| Всего                               | 3754   | 100   |
| Зарегистрированных избирателей/Явка | 4650   | 80,73 |
| Источник: Démocratie Directe        |        |       |

### Конституционная поправка
| Выбор                               | Голоса | %    |
| ----------------------------------- | ------ | ---- |
| За                                  | 1965   | 49,7 |
| Против                              | 1987   | 50,3 |
| Недействительных/пустых бюллетеней  | 126    | -    |
| Всего                               | 4078   | 100  |
| Зарегистрированных избирателей/Явка | 4717   | 86,3 |
| Источник: Démocratie Directe        |        |      |